# Conférence canadienne des arts
La Conférence canadienne des arts (CCA), en anglais Canadian Conference of the Arts, créée en 1945 sous le nom de Conseil canadien des arts, en anglais Canadian Arts Council, était un organisme porte-parole du milieu culturel canadien basé à Ottawa. Il était indépendant et à but non lucratif. Cette association, regroupant de nombreux artistes et employés du monde culturel, visait à peser sur les débats concernant les politiques culturelles, et à y défendre les droits des artistes et de l'industrie culturelle au Canada. Cette association a cessé son activité fin 2012, après être fortement intervenue dans le débat public sur une loi proposé par le gouvernement, concernant les droits d'auteur, adoptée mi-2012.

## Histoire
En 1944, seize associations d'artistes se réunissent pour conjurer leurs efforts auprès des pouvoirs publics pour la promotion de l'art et la défense des intérêts des artsites. Ces associations sont les membres fondateurs.
La Conférence canadienne des arts est fondée en décembre 1945, sous le nom de Conseil canadien des arts. En 1950, cet organisme, qui fait fonction de lobby pour la communauté artistique auprès du parlement et du gouvernement, recommande ainsi au gouvernement fédéral de créer un Conseil des arts du Canada (organisme fédéral créé en définitive en 1957), ainsi qu'une Bibliothèque nationale. À la suite de la création de ce Conseil des arts du Canada (que l'association avait suggéré), le Conseil canadien des arts adopte le nom de Conférence canadienne des arts en 1958, pour mieux se distinguer de la nouvelle instance fédérale. Concernant la suggestion d'une Bibliothèque nationale, la National Library of Canada est fondée en 1953 et fusionne en 2004 avec les Archives nationales du Canada pour donner l'organisme intitulé Bibliothèque et Archives Canada, en anglais Library and Archives Canada. La CCA est aussi l'un des membres fondateurs en 1992 de la Fondation des Prix du Gouverneur général pour les arts du spectacle, aux côtés du Centre national des Arts, du Conseil des Arts du Canada et de la Société Radio-Canada. Elle participe activement à l'élaboration et à l'adoption de la Convention de l'UNESCO sur la protection et la promotion de la diversité des expressions culturelles en 2005.
De nombreux artistes et employés du secteur culturel en deviennent membres. En 1999, un rapport du Comité permanent pour le patrimoine canadien met en exergue son influence. 
En 2012, la Conférence canadienne des arts s'exprime de façon publique contre un projet du premier ministre Stephen Harper sur la Loi sur le droit d'auteur, relayant avec d'autres organismes des critiques émises par le milieu culturel sur ce projet de loi, intitulé Copyright Modernization Act, Bill C-11,,. La loi est adoptée fin juin 2012, malgré ces contestations. Et quelques mois plus tard, des compressions budgétaires concernant les subventions à la Conférence canadienne des arts (CCA) sont confirmées, sans donner suite à un niveau suffisant à une demande de la CCA d'un délai pour adapter ses finances et gagner en autonomie par rapport à l'aide fédérale. Cette aide financière fédérale représentait en effet 60 % à 70 % de son budget total de fonctionnement. La CCA est ainsi contrainte en octobre 2012 de suspendre ses activités après 67 ans d'existence,,,.

## Prix
Cette association a créé et géré plusieurs prix, notamment :
- le Diplôme d'honneur, fondé en 1954 et décerné annuellement. Le premier Diplôme d'honneur a été décerné à Vincent Massey, en reconnaissance pour son travail de président de la Commission royale d'enquête sur l'avancement des arts, des lettres et des sciences au Canada[10]. Parmi les lauréats peuvent également être cités Phyllis Lambert en 1995, Louis Applebaum en 1998[10], Pierre Juneau en 2002, John et Barbara Poole en 2004, Roch Carrier en 2005, Bruma Appel (en) en 2006[11], Joseph Fafard en 2007, Allan King en 2008, ou encore Françoise Sullivan en 2009.
- le Prix Keith Kelly pour le leadership culturel. Il est également remis annuellement, de 1998 à 2010, par la Conférence canadienne des arts. Ce prix est destiné aux personnalités canadiennes dont l'œuvre dans le secteur des arts reflète ce leadership[9],[12]. Parmi les personnalités l'ayant reçu peuvent être citées Gilles Lefebvre en 2000, Élise Paré-Tousignant en 2001, Mallory Gilbert en 2004[13], Pat Durr en 2006[14], Simon Brault en 2008[15], Robert Jekyll en 2009[16].

## Directeurs
- Alan Jarvis (1960-1966)
- Herman Voaden (1966-1968)
- Henry Comor (1968)
- Duncan Cameron (1968-1971)
- John Hobday (1971-1982)
- Jeffrey Holmes (1982-1983)
- Brian Anthony (1983-1986)
- Michelle d’Auray (1986-1989)
- Keith Kelly (1990-1999)
- Megan Williams (1999-2005)[17]
- Jean Malavoy (2005)[17]
- Alain Pineau (2005-2012)[18]

## Présidents
- Herman Voaden (1945-1948)
- Jean Bruchési (1949-1951)
- Claude Lewis (1952-1953)
- Roland Charlebois (1954-1955)
- John Parkin (1956-1957)
- Jean Bruchési (1957-1958)
- Robert Élie (1959)
- Arthur Gelber (1959-1968)
- Jean-Louis Roux (1968-1970)
- Gilles Lefebvre (1970-1972)
- Pauline McGibbon (1972-1974)
- Richard Courtney (1974-1976)
- Elizabeth Lane (1976-1978)
- Micheline Legendre (1978-1979)
- Lister Sinclair (1980-1983)
- Micheline Tessier (1983-1984)
- Curtis Barlow (1984-1986)
- Claudette Fortier (1986-1988)
- Paul Siren (1988-1990)
- Patrick Close (1990-1992)
- Simone Auger (1992-1994)
- Jan Miller (1994-1996)
- Mireille Gagné (1996-1998)
- Pat Bradley (1998-2001)
- Pierre Filion (2001-2002)
- Denise Roy (2002-2005)
- Robert Spickler (2005-2008)
- Kathleen Sharpe (2008-2012)